# Кухйон
Кухйон (кор. 구형왕 або 구해왕, 仇衡王 або 仇亥王, Guhyeong wang або Guhae wang, Kuhyŏng wang or Kuhae wang) — корейський ван, останній правитель держави Кимгван Кая періоду Трьох держав.

## Біографія
Був сином і спадкоємцем вана Кйомджи.
За свого правління зіштовхнувся з військовим натиском з боку могутньої держави Сілла під командуванням царя Попхина. Кухйон вирішив здатись добровільно, він зібрав свою родину, скарби та прибув до Сілли. Там йому надали високий титул і дозволили зберегти землі. Відповідно до Самгук Юса держава Кимгван Кая проіснувала від 490 до 520 років з моменту її заснування легендарним ваном Суро.